# Eva Padoan
Eva Padoan (Roma, 14 novembre 1987) è una doppiatrice italiana.

## Biografia
Nipote del doppiatore Giancarlo Padoan e dell'assistente al doppiaggio Roberta Padoan e cugina della doppiatrice Erica Intoppa, è la compagna del doppiatore Gabriele Patriarca da cui ha avuto due figli, Anita ed Alessandro. Ha legato la sua voce ad attrici come Olivia Cooke, Jemima Kirke, Mary-Kate e Ashley Olsen, Lali Espósito, Victoria Pedretti e molte altre.

## Riconoscimenti
Nel 2008, al Gran Galà del Doppiaggio durante la rassegna internazionale Romics di Roma, ha vinto il premio "Miglior voce femminile di un cartone animato" per il doppiaggio di Chise nell'anime Lei, l'arma finale.

## Doppiaggio

### Film
- Mary-Kate Olsen in Due gemelle e una tata, Una pazza giornata a New York, Due gemelle quasi famose, Due gemelle nel pallone
- Olivia Cooke in The Signal, Ouija, La vita in un attimo, Naked Singularity
- Julianne Hough in Burlesque, Rock of Ages, Vicino a te non ho paura
- Sonoya Mizuno in La La Land, Annientamento, Civil War
- Lashana Lynch in Captain Marvel, Doctor Strange nel Multiverso della Follia, The Marvels
- Beanie Feldstein in Cattivi vicini 2, La rivincita delle sfigate, Drive-Away Dolls
- Sidonie von Krosigk in Bibi piccola strega, Bibi, piccola strega 2
- Zoey Deutch in Nonno scatenato, Prima di domani
- Emily Browning in Sucker Punch, The Host
- Florence Pugh in Il prodigio, A Good Person
- Lucy Boynton in Ballet Shoes, February - L'innocenza del male
- Maya Hawke in Do Revenge, La stanza degli omicidi
- Cynthia Erivo in Pinocchio (dialoghi), Wicked (dialoghi)
- Aki Maeda in Battle Royale (primo doppiaggio)
- Saoirse Ronan in Piccole donne
- Jessica Chastain in X-Men: Dark Phoenix
- Elizabeth Debicki in Tenet
- Leonie Benesch ne La sala professori
- Melanie Liburd in Bad Boys: Ride or Die
- Betty Gilpin in La guerra di domani
- Alexandra Shipp in Tick, Tick... Boom!
- Stacy Martin in Vox Lux
- Liana Liberato in Resta anche domani
- Adèle Exarchopoulos in Le ladre
- Hailey Kilgore in Respect
- Christine Adams in Il sacro male
- Aree Davis in La casa dei fantasmi
- Addison Timlin in Derailed - Attrazione letale
- Talulah Riley in I Love Radio Rock
- Yara Shahidi in Il sole è anche una stella
- Jenna Boyd in 4 amiche e un paio di jeans
- Brittany Moldowan in Cani dell'altro mondo
- Nicola Blackwell in Billy Elliot
- Rhyon Nicole Brown in Get Rich or Die Tryin'
- Keisha Castle-Hughes ne La ragazza delle balene
- Yvonne Zima ne Il sentiero segreto
- Stephanie Patto ne Il custode
- Shirley Temple ne La piccola principessa
- Tania Gunadi in Go Figure - Grinta sui pattini
- Kirsten Prout in Ossessione pericolosa
- Liu Yifei in Mulan
- Danielle Macdonald in Paradise Hills
- Gayle Rankin in Buttiamo giù l'uomo
- Laura Marano ne Il trattamento reale
- Tati Gabrielle in Uncharted
- Dascha Polanco in Samaritan
- Emmy Raver-Lampman in The Beekeeper
- Alia Seror-O'Neill in On the Line
- Eliane Umuhire ne Gli alberi della pace
- Hari Nef in Barbie
- Bridget Webb in True Spirit
- Bronwyn James in The Palace
- Jeon Jong-seo in Ballerina
- Miwago Wagatsuma in Tokyo Love Hotel
- Li Ma in Iron Mask - La leggenda del dragone
- Paula Ber in Wolf Call - Minaccia in alto mare
- Luise Befort in Vicino all'orizzonte
- Nomzamo Mbatha in Assassin
- Daisy May Cooper in La vita straordinaria di David Copperfield
- Wiktoria Gąsiewska in Non dormire nel bosco stanotte
- Aoi Miyazaki in In Love and Deep Water
- Virginia Gardner in Fall
- Susan Wokoma in The Beautiful Game
- Inès Reg in Gli infallibili
- Delphine Baril in Nice Girls
- Giovanna Lancellotti in I vantaggi del tradimento
- Cleopatra Coleman in Cobweb
- Aisling Franciosi in Speak No Evil - Non parlare con gli sconosciuti
- Dylan Gelula in Smile 2
- Jennifer Hermoso in Se acabó: Diario de las campeonas
- Ariana DeBose in Kraven - Il cacciatore
- Diana Bovio in La mia più grande fan
- Idun Daae Alstad in Ritorno in pista
- Sara Fanta Traore in Amore a Copenhagen

### Film d'animazione
- Serg. Yuko Tani in Godzilla - Il pianeta dei mostri, Godzilla - Minaccia sulla città, Godzilla mangiapianeti
- Midori Kitakami in Evangelion: 3.0 You Can (Not) Redo e Evangelion: 3.0+1.0 Thrice Upon a Time
- Cattleya Baudelaire in Violet Evergarden: Eternity and the Auto Memory Doll, Violet Evergarden: Il film
- Kiki e Ursula in Kiki - Consegne a domicilio (ridoppiaggio)
- Ametista e Alexandrite in Steven Universe: il film
- Minmi Editoh in Mobile Suit Gundam F91
- cagnolino in Babe va in città
- Amica di Suri #2 in Dinosauri
- Kiara da giovane ne Il re leone II - Il regno di Simba
- Nila in Giuseppe - Il re dei sogni
- Sheeta in Laputa - Castello nel cielo (entrambi i doppiaggi)
- Deda ne Il Primo fiocco di neve
- Giulietta in Piccoli eroi della foresta
- Salma in ParaNorman
- Coraline Jones Coraline e la porta magica
- Rastel in Nausicaä della Valle del vento (ridoppiaggio)
- Yuki ne La ricompensa del gatto
- Yumi Kohama in Si sente il mare
- Mayuri Shiina in Steins;Gate: The Movie - Load Region of Déjà Vu
- Soraya ne Sotto il burqa
- Merlin in The Seven Deadly Sins the Movie: Prisoners of the Sky
- Generale Sconquasso in The LEGO Movie 2 - Una nuova avventura
- Dee Dee Sykes in Scooby!
- Yoshiko Hiiragi in Human Lost - Lo squalificato
- Kamala in Bombay Rose
- Meadow Watson in Entergalactic
- Isabel Fezziwig (parte parlata) in Scrooge - Canto di Natale
- Aoogah in Re Titti
- Setsuna Meiou / Sailor Pluto in Pretty Guardian Sailor Moon Cosmos - Il film
- Luce Nolan in Luce - Accendi il tuo coraggio
- Chibori "Tivoli" Urayasu in Goodbye, DonGlees!
- Skuld in Oh, mia dea! - The Movie
- Saki Hyuga/Cure Bloom/Cure Bright in Pretty Cure Splash Star - Le leggendarie guerriere
- Flamba ne I Magicanti e i tre elementi
- Usapyon in Fresh Pretty Cure! - Le Pretty Cure nel Regno dei Giocattoli
- Leafa/Suguha Kirigaya in Sword Art Online: Extra Edition
- Barb in Trolls - Buone feste in Armonia
- Maya Ibuki in Neon Genesis Evangelion: The End of Evangelion (ridoppiaggio Netflix)
- Jill Valentine in Resident Evil: L'isola della morte
- Lanterna Verde in Shazam vs Black Adam

### Serie televisive
- Olivia Cooke in Bates Motel, Vanity Fair - La fiera delle vanità, House of the Dragon
- Aisling Franciosi in Legends, Genius, Narciso nero
- Florence Pugh in Marcella, The Little Drummer Girl
- Emmy Raver-Lampman in The Umbrella Academy, Jane the Virgin
- Irene Sánchez in Lincoln Heights - Ritorno a casa, Fisica o chimica
- Alessandra Torresani e Mae Whitman in Arrested Development - Ti presento i miei
- Victoria Pedretti in You
- Jurnee Smollett in Lovecraft Country - La terra dei demoni
- Aimee Teegarden in 90210
- Barbie Ferreira in Euphoria
- Jessie Buckley in Fargo
- Ronni Hawk in On My Block
- Aimee-Ffion Edwards in Skins
- Jemima Kirke in Girls
- Lucy Hale in The O.C, episodio 3x24
- Katherine Renee Turner in FBI
- Amy Bruckner in Phil dal futuro
- Esom in Black Knight
- Anna-Elena Herzog in Grani di pepe
- Antoinette Picatto in F.B.I. Protezione famiglia
- Dascha Polanco in Orange Is the New Black
- Aysia Polk in Six Feet Under
- Basia A'Hern in Lasciate in pace i koala
- Carlson Young in As the Bell Rings
- Danielle Miller in Dark Oracle
- Lali Espósito in Sky Rojo
- Eliza Taylor-Cotter in Le isole dei pirati
- Élodie Bollée in Heidi
- Emily Ann Lloyd in Troppi in famiglia
- Evan Rachel Wood in Ancora una volta
- Imani Hakim in Tutti odiano Chris
- Jennifer Stone in I maghi di Waverly
- Jillian Murray in Sonny tra le stelle
- Madeleine Martin in Californication
- Mary-Kate Olsen in Due gemelle e una tata
- Nicole Hardy in Screech Owls
- Rebecca Faura in Insieme appassionatamente
- Raini Rodriguez in Austin & Ally
- Elisa Eberle in Salem
- Carlson Young in Scream
- Tamina Pollack-Paris in The Next Step
- Sonoya Mizuno in New York Academy
- Kelli Goss in The Ranch
- Vanessa Morgan in Riverdale
- Antonia Thomas in The Good Doctor
- Marama Corlett in Blood Drive
- Aleyse Shannon in Streghe
- Barrett Doss in Station 19
- Olivia Luccardi in The Deuce - La via del porno
- Justine Lupe in Snowfall
- Chloe Pirrie in La regina degli scacchi
- Jessie Ennis in Mythic Quest
- Amelia Eve in The Haunting
- Annet Mahendru in The Walking Dead: World Beyond
- Alexandria DeBerry in Terrore in paradiso
- May Calamawy in Moon Knight
- Eva Bourne in Il diavolo in Ohio
- Lyndon Smith in Fear the Walking Dead
- Poppy Liu in Tales of the Walking Dead
- Abigail Achiri in Boo, Bitch
- Madeleine Sami in Deadloch - Uno strano genere di delitti
- Charlotte Jordan in Summer in Transylvania
- Alicia Banit in Dance Academy
- Ilia Isorelýs Paulino in One Piece
- Kiersey Clemons in Monarch: Legacy of Monsters
- Kim Ah-joong in Grid
- Olivia Swann in NCIS: Sydney
- Diana Gómez in Valeria
- Jess Hong ne Il problema dei 3 corpi
- Lucy Boynton in Gypsy
- Lashana Lynch in The Day of the Jackal
- Alycia Debnam-Carey in Apple Cider Vinegar
- Orianna Cárdenas in L'Eternauta
- Jasmin Walker in The Walking Dead: Dead City

### Soap opera e telenovelas
- Jennifer Breitrück ne La strada per la felicità
- Lali Espósito in Teen Angels
- Lodovica Comello in Violetta
- Micaela Díaz in Bia
- Celeste Cid in Para vestir santos - A proposito di single

### Serie animate
- Sammy Gutierrez in Jurassic World - Nuove avventure, Jurassic World - Teoria del caos
- Kitta Kitamoto, Qum in Mobile Suit Z Gundam
- Ametista, Alexandrite e tutte le Ametiste in Steven Universe
- Koume e Momiji in Inuyasha
- Alvis Hamilton in Last Exile
- Lulu ne Lo stregone Orphen
- Charlotte in Charlotte (nuovo doppiaggio)
- Arumi Asahina in Abenobashi - Il quartiere commerciale di magia
- Chise in Lei, l'arma finale
- Henrietta in Gunslinger Girl
- Saki Hyuga/Cure Bloom/Cure Bright in Pretty Cure Splash Star
- Lana in Conan il ragazzo del futuro (nuovo doppiaggio)
- Bonta-kun in Full Metal Panic? Fumoffu
- Kitta Kitamoto in Gundam (nuovo doppiaggio)
- Ryoko Asakura ne La malinconia di Haruhi Suzumiya
- Shijima Kurokano in Nabari
- Mayu Kanzaki in Lovely Complex
- Nina Einstein in Code Geass: Lelouch of the Rebellion
- Kiyal Bachika in Sfondamento dei cieli Gurren Lagann
- Victoria Vanguard in Inazuma Eleven
- Gidget in Eureka Seven
- Kagari Izuriha in Black Rock Shooter
- Yukina Kashiwagi in Mawaru-Penguindrum
- Nene Amano in Digimon Fusion Battles
- Suzume Ohzora in Live-On: scegli la tua carta!
- Chihiro Kusaka/Kusakabe in Battle Spirits - Heroes
- Spookie Boogie/Shoko Sugawara in Psycho-Pass
- Mayuri Shiina in Steins;Gate
- Leafa/Suguha Kirigaya in Sword Art Online
- Rika Sakashita in Ragazze di successo
- Mina Carolina ne L'attacco dei giganti
- Jessica Kaios in Danball senki W
- Tornado in One-Punch Man
- Kourin Tatsunagi in Cardfight!! Vanguard
- Setsuna Meiou/Sailor Pluto in Pretty Guardian Sailor Moon Crystal
- Cattleya Baudelaire in Violet Evergarden
- Maya Ibuki in Neon Genesis Evangelion (ridoppiaggio)
- Jo ne I Famosi 5 - Casi misteriosi
- Cloe in Sendokai Champions
- Jazmine Dubois in The Boondocks
- Judy Cuordileone ne I Cuordileone
- Sandra Occhiaperti in Sandra detective delle fiabe
- voce fuori campo in Ava Riko Teo
- Suzie in Eliot Kid
- Lena in Skyland
- Deena in Pitt & Kantrop
- Nanà in Tom-Tom e Nana
- Lolli e Kaylee in Teen Days
- Shiny ne Il treno dei dinosauri
- Dump in Sakamoto Days
- Lizzie in Gawayn
- Lucy Santana in Daniel Spellbound
- Dottoressa Salamandra in Moonrise
- Sentry in Devil May Cry
- Beth in Spike Team
- Tune in PopPixie
- Summer Mostriciattoli in Henry Mostriciattoli
- Tekirai in Hi Hi Puffy AmiYumi
- Laney Penn e Lawrence "Larry" Nepp in Grojband
- Sky in A tutto reality - L'isola di Pahkitew
- Tammy in A tutto reality presenta: Missione Cosmo Ridicola
- Layla Gray in Fast & Furious - Piloti sotto copertura
- Rebecca Coniglio in Peppa Pig
- Josie in Uncle Grandpa
- Enid in OK K.O.!
- Dr.ssa Popenzinstein in The Bagel and Becky Show
- Mara in She-Ra e le principesse guerriere
- Trixie in Disincanto
- Mei in LEGO Monkie Kid
- Diane in Miraculous - Le storie di Ladybug e Chat Noir

### Videogiochi
- Kiara in Caccia al cucciolo[2]
- Slipstream in Transformers Battlegrounds[3]